# Gare de Castiello-Pueblo
La gare de Castiello est une gare desservant le village de Castiello de Jaca (en aragonais Castiello de Chaca), située au point kilométrique 199,4 sur la ligne reliant Saragosse à Canfranc, en Aragon. Elle se situe à environ trois kilomètres de la gare de Castiello, construite précédemment et desservant également Castiello de Jaca. 